# Laîche étoilée
Carex echinata
Espèce
Carex echinata est une espèce de carex connue sous le nom commun de Laîche étoilée.

## Répartition
Carex echinata est circumboréal. La sous-espèce Carex echinata subsp. phyllomanica se trouve au littoral pacifique nord-américain.

## Habitats
Carex echinata est une plante de forêts humides, de marais et de prairies jusqu'à 2400 mètres d'altitude. Elle est généralement associée aux tourbières.

## Description
Carex echinata a une tige solide et striée qui peut dépasser 1 m de hauteur, et quelques feuilles filantes vers la base. Les inflorescences sont des épillets en forme d'étoile et font de 3 à 15 mm de large.